# روسینی ۸۱۸۱
سیارک ۸۱۸۱ (به انگلیسی: 8181 Rossini، نامگذاری:1992ST26) هشت هزار و صد و هشتاد و یکمین سیارک کشف شده‌است که در ۲۸ سپتامبر ۱۹۹۲ کشف شد.
قدر مطلق سیارک برابر ۱۲٫۵۰ است.